# Bundesautobahn 369
La Bundesautobahn 369 è una breve autostrada federale tedesca, che si dirama dalla A 36 nei pressi di Vienenburg e termina a Bad Harzburg.

## Percorso
| A 369 |           |                 |     |                |                        |
| Tipo  | n° uscita | Indicazione     | km  | Corrispondenze | Note                   |
|       | 1         | AD Nordharz     | 4,2 |                |                        |
|       | 2         | Vienenburg-Süd  | 2,7 |                | solo dir. Bad Harzburg |
|       | 3         | Harlingerode    | 0,8 |                |                        |
|       | 4         | AD Bad Harzburg | 0,0 |                |                        |